# Campanya Internacional per l'Abolició de les Armes Nuclears

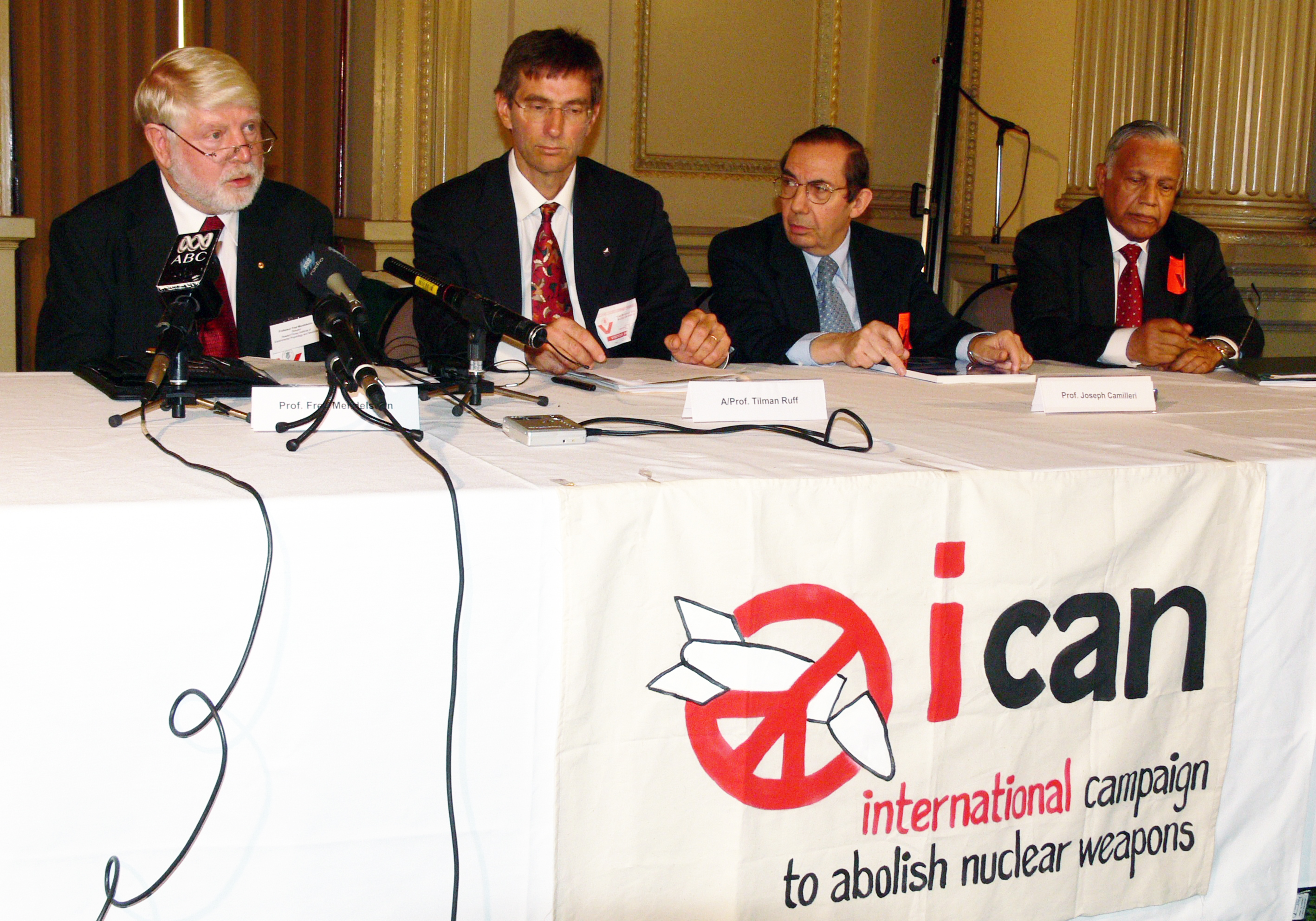
Presentació a Melbourne (2007)

La Campanya Internacional per l'Abolició de les Armes Nuclears (en anglès: International Campaign to Abolish Nuclear Weapons, abreviat ICAN), és una coalició de la societat civil internacional que treballa per promoure l'adherència i la total implementació del Tractat sobre la Prohibició de les Armes Nuclears. La campanya va ajudar a desenvolupar aquest Tractat. L'ICAN va sorgir el 2007, i està formada per 652 organitzacions i 107 països a data de 2022. L'últim a unir-se va ser Sierra Leone
Aquesta organització va rebre el Premi Nobel de la Pau de 2017 "per la seva feina en centrar l'atenció en les conseqüències humanitàries catastròfiques de tot ús de les armes nuclears i pels seus esforços innovadors per aconseguir la prohibició per tractat d'aquest tipus d'armes."